# Claudio (album)
Claudio è una raccolta del cantautore italiano Claudio Baglioni, pubblicata nel 1985.

Baglioni nel 1985

## Descrizione
La raccolta, pubblicata dalla Globo Records, presenta in copertina un ritratto di Baglioni con su scritto in corsivo il titolo del vinile.
Fu la prima raccolta RCA su Claudio Baglioni ad essere completamente rimasterizzata in digitale, con una migliore acustica ed una pulizia del suono, soprattutto sui brani più datati come Una favola blu del 1969. Arrivata nel 1985 dopo il successo dell’album di inediti La vita è adesso, un’operazione commerciale tra la casa discografica Globo Records e la RCA, che deteneva i diritti delle canzoni del cantautore fino all’album Solo. 
Le canzoni della raccolta infatti sono i più grandi successi di Baglioni realizzati tra il 1969 e il 1977.

## Tracce

### Disco 1
Lato A
1. E ci sei tu
2. Una favola blu
3. E me lo chiami amore
4. Ad Agordo è così
5. Poster
6. 'Izia

Lato B
1. W l’Inghilterra
2. Carillon
3. Alzati Giuseppe
4. Quando tu mi baci
5. E tu...
6. Cincinnato

### Disco 2
Lato A
1. In viaggio
2. Ragazza di campagna
3. Con tutto l’amore che posso
4. Quanto ti voglio
5. Una faccia pulita
6. Sabato pomeriggio

Lato B
1. Chissà se mi pensi
2. Io ti prendo come mia sposa
3. Vecchio Samuel
4. Lampada Osram
5. Mia cara Esmeralda
6. Questo piccolo grande amore